# Municipio de Stonewall (Carolina del Norte)
El municipio de Stonewall (en inglés: Stonewall Township) es un municipio ubicado en el  condado de Hoke en el estado estadounidense de Carolina del Norte. En el año 2010 tenía una población de 1.918 habitantes.

## Geografía
El municipio de Stonewall se encuentra ubicado en las coordenadas 34°56′20.59″N 79°7′39.12″O / 34.9390528, -79.1275333.